# Гръцки огън
Гръцкият огън е оръжие, използвано от Източната Римска империя. За него средновековния историк Теофан Изповедник казва, че е изобретено през 673 г. от сирийския християнин бежанец Калиник от Хелиопол.
Гръцкият огън е широко разпространен и се прилага до появата на барута, но все още не е разкрита неговата тайна. Според някои по-ранни източници, той може да се угаси само с оцет.

## Състав и употреба
Според съвременните изследователи, гръцкият огън е представлявал смес от първични фракции на нефта и сгъстители (вар, борова смола, селитра, сяра), но опитите да се възпроизведе точния състав не са успешни. По всичко личи, че оръдието за огъня е било от бронз и сместа се изстрелвала, като се нагрее бронзът. Има и хипотези, че в състава на гръцкия огън влиза и калциев карбид, защото според някои византийски хронисти, опитът да се гаси оръжието с вода, засилвало ефекта. Вероятно разстоянието на обстрел е бил 25 – 30 метра.
Друго доказателство, че в състава на оръжието влиза нефтът, е, че от XII век не се споменава вече за гръцкия огън, а оттогава Византия не притежава богатото на нефт крайбрежие на Каспийско море.